# 天元醫療
中國天元醫療集團有限公司，簡稱中國天元醫療集團和天元醫療（英語：China Tian Yuan Healthcare Group Limited，港交所：0557），在1989年由新加坡城市發展有限公司，於香港和新加坡（兩者均為總部）成立前身為「城市酒店國際有限公司」和「城市E-Solution有限公司」，前董事長郭令明和前首席執行官為王鴻仁。
業務在美國和全球經營投資酒店行業和相關提供顧問服務行業，它們主要投資包括Sceptre Hospitality Resources L.L.C.、Richfield Hospitality, Inc.（該公司旗下SWAN USA Inc和Whiteboard Labs, LLC，於2012年2月27日，以640萬美元（6790萬港元）組成）、Crowne Plaza Syracuse Hotel，以及Sheraton Chapel Hill Hotel。
該股份連同權證（1992年12月24日到期）在1989年12月29日於港交所主板上市。
2015年11月16日，前董事郭令裕在早上寓所睡夢中突然心臟病發離世，享年62歲。
2017年11月，由「城市E-Solution有限公司」更名為「中國天元醫療集團有限公司」。

## 連結
- tianyuanhealthcare.com （页面存档备份，存于）